# 楊仲良
楊仲良（?—?），字明叔，号柳溪。南宋眉州眉山（今属四川）人。
生平事蹟皆不詳。約宋寧宗、宋理宗時期人物。因李焘《續資治通鑑長編》卷帙繁重，遂仿紀事本末體分门编类，著有《皇宋通鑑長編紀事本末》。